# André Lafond
Pour les articles homonymes, voir Lafond.
Pas d'image ? Cliquez ici

a Compétitions nationales et continentales officielles uniquement.

b Matchs officiels uniquement.
André Lafond, surnommé la Joconde, né le 31 juillet 1902 à Boucau et mort le 23 juillet 1988 à Nice, est un joueur français de rugby à XV évoluant au poste d'ailier gauche. International français à une seule occasion, il joue avec trois clubs différents au cours de sa carrière.

## Biographie
André Lafond joue en club avec l'Aviron bayonnais, puis le Stade français et le SCUF dont il est le capitaine lors de la saison 1925-1926. Avec le club bayonnais, il dispute la finale du Championnat de France 1922, perdu contre le Stade toulousain sur le score de 6 à 0. Il obtient une unique sélection en équipe de France, lors d'une rencontre contre l'équipe d'Angleterre le 25 février 1922 dans le cadre du Tournoi des Cinq Nations.
Il est le grand-père d'un autre international français, Jean-Baptiste Lafond,.

## Palmarès
- Finaliste du Championnat de France en 1922